# Американ-Ривер (приток Бемпинга)
Американ-Ривер (англ. American River) — река в центральной части штата Вашингтон, США. Приток реки Бемпинг, которая в свою очередь является притоком реки Начес. Составляет около 32 км в длину.
Берёт начало на восточных склонах Каскадных гор, вытекая из озера Американ-Лейк. Течёт несколько миль на север, после чего принимает приток Рейнир-Форк. После впадения Рейнир-Форк река Америкен протекает через долину Плизант; впадает в реку Бемпинг в нескольких милях выше её устья.
Вашингтонская трасса № 410 проходит вдоль Американ-Ривер на большей части её течения, за исключением верховий.
Ранее река называлась «Минерс-Крик». Согласно данным историка Гретта Госсетт, она была переименована по имени калифорнийской реки Американ-Ривер «из-за надежд горняков».